# Katzem
Katzem ist ein Dorf im südlichen Stadtgebiet von Erkelenz im Kreis Heinsberg in Nordrhein-Westfalen. Zu Katzem gehören auch die Einzelhöfe Hauerhof und Eichhof. Der ländliche Ort bildet mit den benachbarten Ortschaften Lövenich und Kleinbouslar einen Stadtbezirk. Im Volksmund nennen sich die Katzemer „Katzeköpp“ (= Katzenköpfe).

## Geographie
Katzem liegt in der Erkelenzer Börde, nördlich des Nysterbaches, welcher nicht mehr existiert.

### Lage
Im Westen liegt Lövenich, im Norden Kückhoven und der Wahnenbusch, im Nordosten der Hauerhof und Holzweiler, im Süden der Eichhof und Kleinbouslar. Jenseits dieser letzten beiden Siedlungen beginnt die Gemeinde Titz mit den Ortschaften Ralshoven und Gevelsdorf und der Kreis Düren.

### Geologie
In der ursprünglichen Planung reichte der Braunkohletagebau Garzweiler II mit seinem zukünftigen Abbaufeld bis östlich des Dorfes. Der Hauerhof sollte ebenfalls abgebaggert werden. Diese Planungen sind nach aktueller Entscheidung der Landesregierung verworfen.

### Gewässer
Der Nysterbach entspringt bei Katzem und fließt in ost-westlicher Richtung durch ein kleines Tal nach Lövenich, durch Baal und mündet, nunmehr Mühlenbach genannt, in die Rur.

## Geschichte

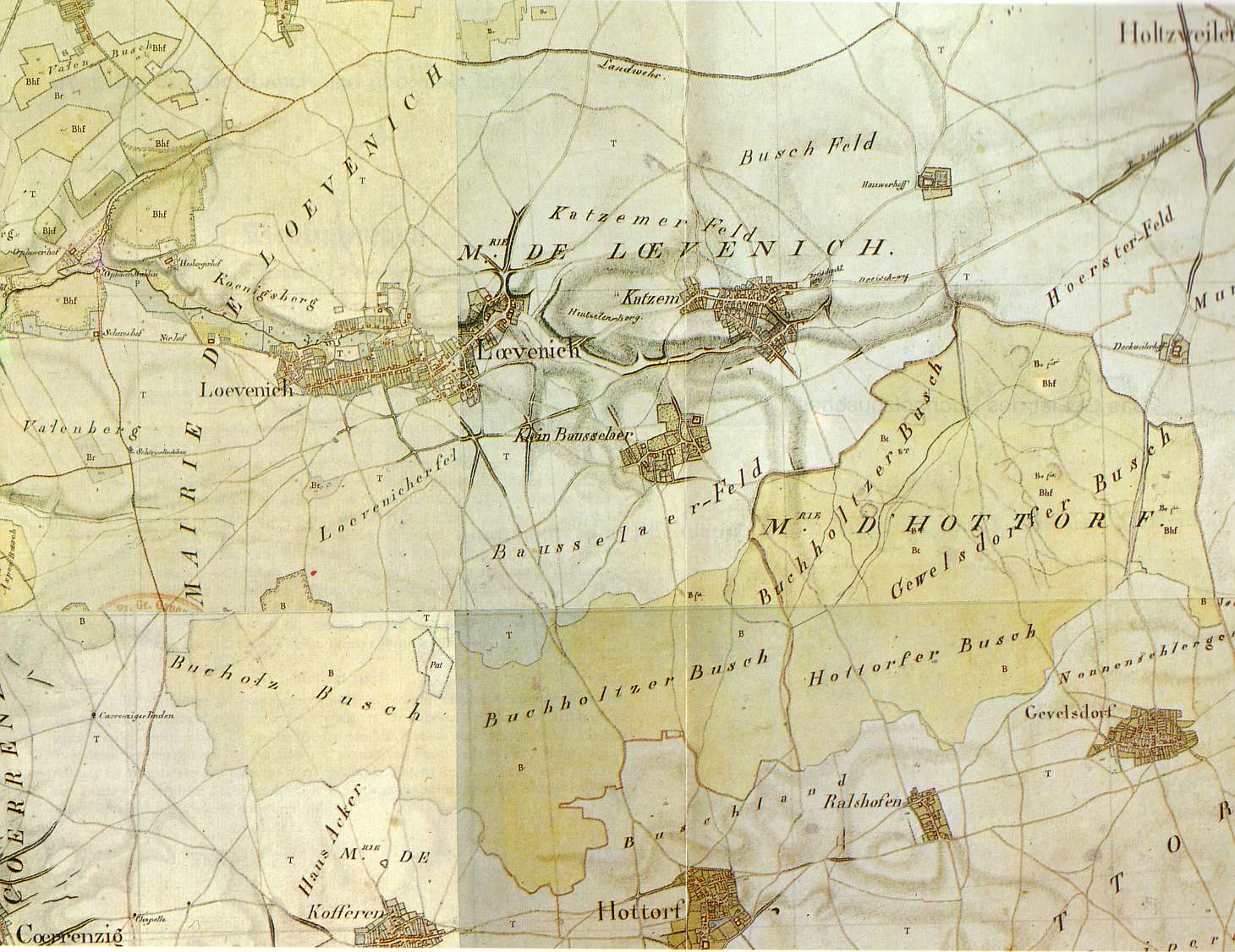
„Mairie de Loevenich“ mit Katzem und Bucholzbusch um 1803

Ein Beweis für die römische Besiedlung der hiesigen Landschaft ist der Fund eines provinzialrömischen Friedhofes bei Katzem. Eine Belegung ist bis zur Mitte des 5. Jahrhunderts nachzuweisen.
Katzem gehörte bis 1794 jahrhundertelang zum Herzogtum Furbinge. Gelegen im Amt Kaster, war der Nachbarort Lövenich Gerichtsort für die Orte Katzem, Boslar und Gevelsdorf.
Von 1816 bis 1935 gehörte es mit den einzelliegenden Gutshöfen Hauerhof und Eichhof zur Bürgermeisterei Lövenich. Ab 1935 wurde diese Bürgermeisterei dem Amt Baal zugeschlagen. Seit dem 1. Januar 1972 ist Katzem ein Ortsteil der Stadt Erkelenz.
Bis in die 1850er Jahre lag südlich des Dorfes der Buchholzbusch, ein großer Wald, der in Ost-West-Erstreckung eine Länge von ca. 7,5 km hatte. Seit dem Mittelalter wurde er von den sogenannten Erbberechtigten der umliegenden Dörfer als Gemeinschaftswald genutzt. Ab 1850 wurde er gerodet und sein fruchtbarer Lössboden als Acker genutzt. Der Eichhof wurde nach 1860 im Bereich dieses ehemaligen Waldes erbaut.
Der Hauerhof wurde erstmals 1467 in einer Urkunde erwähnt und zom Hauw genannt. Der Name bedeutet: Holzschlag im Wald.
Am 25. Februar 1945 wurde Katzem und der Eichhof von amerikanischen Soldaten der 102. Infanteriedivision der 9. US-Armee im Zuge der Operation Grenade eingenommen.

### Ortsname
Katzem gehört zur Gruppe der „-heim“-Ortsnamen. Diese wurden in der Zeit der fränkischen Landnahme  und frühen Ausbauzeit gebildet.
1369 wurde der Ort erstmals als Katzheym urkundlich erwähnt, 1470 als Katthem und 1560 als Katzem.

### Religionen

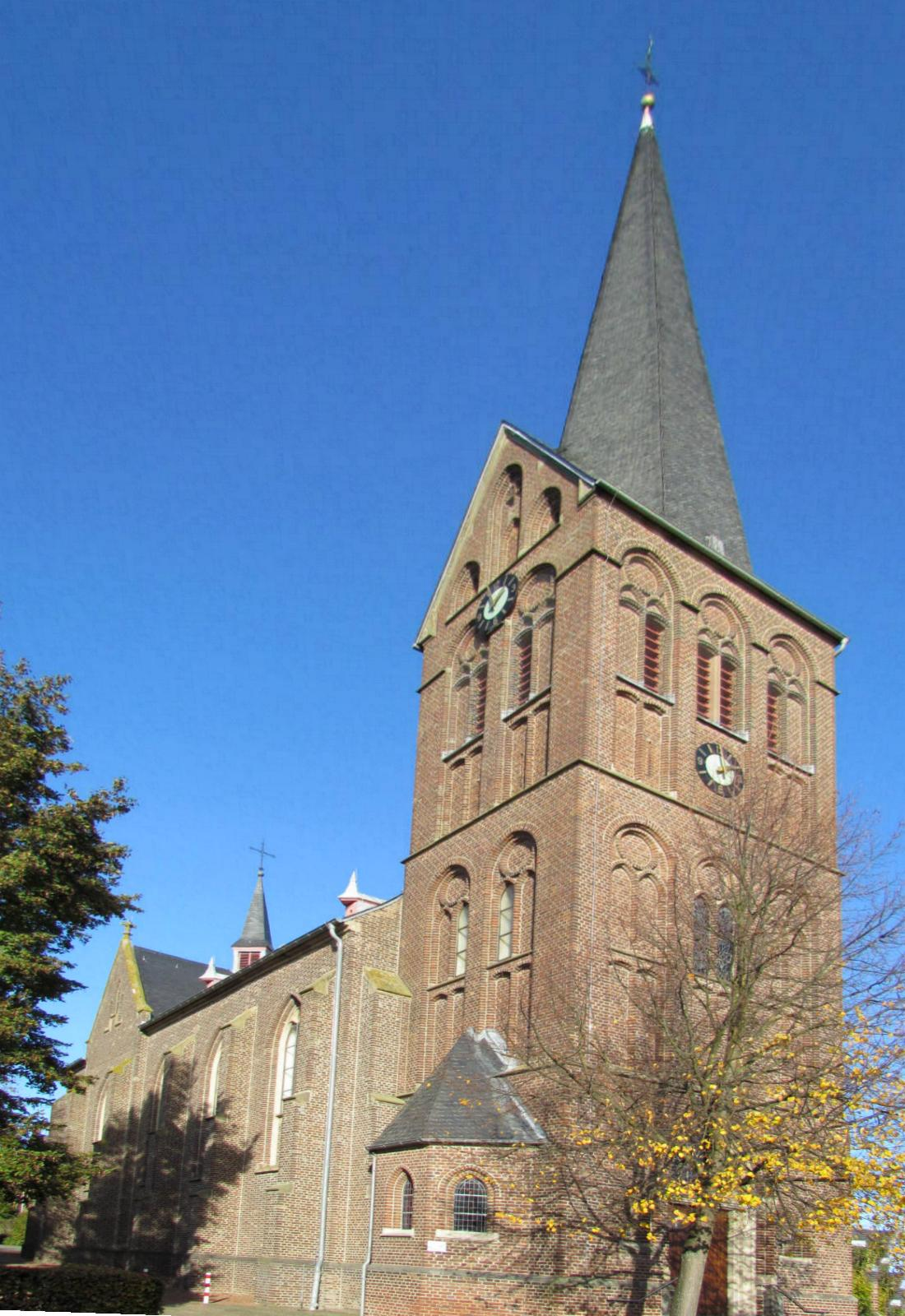
Kirche St. Mariä Empfängnis

Die Bevölkerung ist mehrheitlich katholisch. Jahrhundertelang gehörte Katzem zur Pfarre Lövenich. Im Jahre 1864 wurde Katzem zur Pfarrei erhoben, die Kirche St. Maria-Empfängnis erbaut und ein Friedhof angelegt. Am 1. Januar 2010 wurde die Kirchengemeinde mit zehn anderen Kirchengemeinden zur Pfarrgemeinde St. Maria und Elisabeth Erkelenz zusammengeschlossen.
Im Ort sind seit der Reformation evangelische Familien ansässig, die zur evangelischen Gemeinde Lövenich gehören.

## Kultur und Sehenswürdigkeiten

### Sehenswürdigkeiten
- Die katholische Filialkirche St. Mariä Empfängnis
- Kreuzigungsgruppe an der Kirche
- Ehemaliger Grabstein von 1679 vom Lövenicher Friedhof am Garten des Pfarrhauses
- Hof- und Wegekreuz an Hauerhof

### Vereine
- Die Vereinsgemeinschaft Katzem umfasst alle Vereine des Dorfes.
- Brieftaubenzuchtverein „Bleib Hier“ Katzem, Verein 0 44 37
- Karnevalsgesellschaft „KG Katzeköpp 1857 e. V.“ Katzem
- Kirchenchor „Cäcilia“
- Musikverein von 1920
- Taubenverein „Luftpost“
- Trommler- und Pfeiferkorps Katzem 1925
- SSV Viktoria Katzem
- VdK Ortsverband Katzem
- Freiwillige Feuerwehr Löschgruppe Katzem
- Knallbonbons Katzem 2008 e.V

### Regelmäßige Veranstaltungen
- Karnevalsumzug am Morgen des Tulpensonntags
- Kirmes
- Dorfmeisterschaft im Fußball
- Feuerwehrball
- Tanz in den Mai
- Schockturnier
- Oktoberfest des Trommler- und Pfeiferkorps Katzem 1925

## Infrastruktur
- Bürgersaal
- Katholischer Kindergarten Katzem

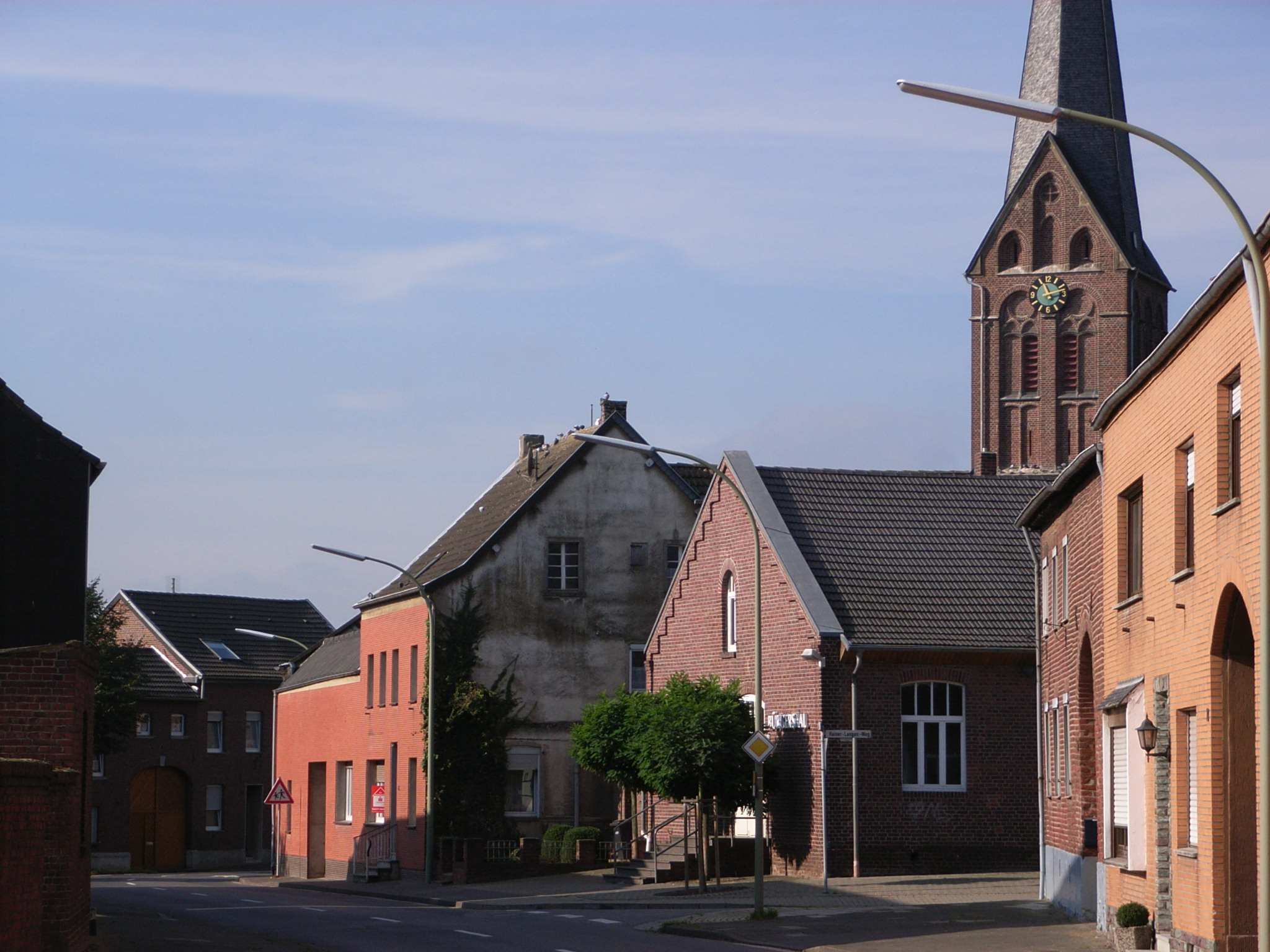
Bürgersaal und Pfarrkirche in Katzem

- Löschgruppe Katzem der Freiwilligen Feuerwehr Erkelenz
- Goldschmiede

## Verkehr
Die AVV-Buslinien 495 und EK2 der WestVerkehr verbinden Katzem wochentags mit Erkelenz, Lövenich, Hückelhoven und Wassenberg.
Zudem verkehrt der Multi-Bus seit dem 9. Juni 2024 kreisweit erweitert und zu einheitlichen Bedienzeiten. Mehr Informationen gibt es bei WestVerkehr.
| Linie | Verlauf |
| ----- | --- |
| 495   | Katzem – (Kleinbouslar ←) Lövenich – Baal Kirche – Baal Bf – Doveren – Hückelhoven – Schaufenberg – Ratheim – Krickelberg – Orsbeck Friedhof – Wassenberg |
| EK2   | (Erkelenz ZOB –) Erkelenz Bf – Tenholt – Lövenich – (Kleinbouslar →) Katzem                                                                               |

## Persönlichkeiten
- Eugen Gerards, Landwirt auf Hauerhof und von 1958 bis 1970 Landtagsabgeordneter der CDU, Ehrenbürger der Stadt Erkelenz